# Subaru WRX STI
Subaru Impreza WRX STI — спортивна версія  автомобіля японського концерну Subaru «компактного» класу — Subaru Impreza.
Impreza WRX STI виробляється з 1994 року. З 2014 року автомобіль називається Subaru WRX STI.

## Subaru Impreza WRX STI 1 (1994-2000)

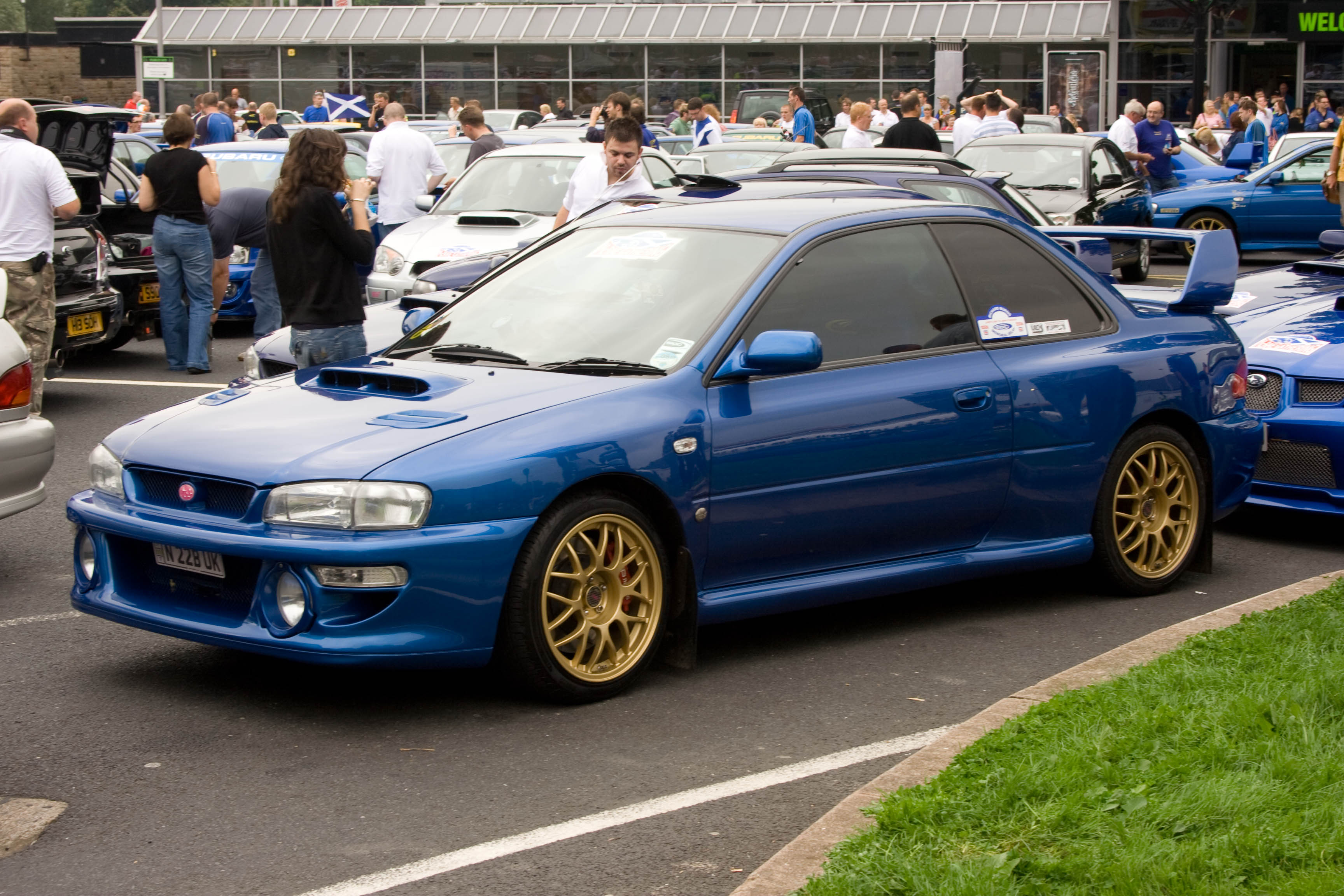
Subaru Impreza 22B STI

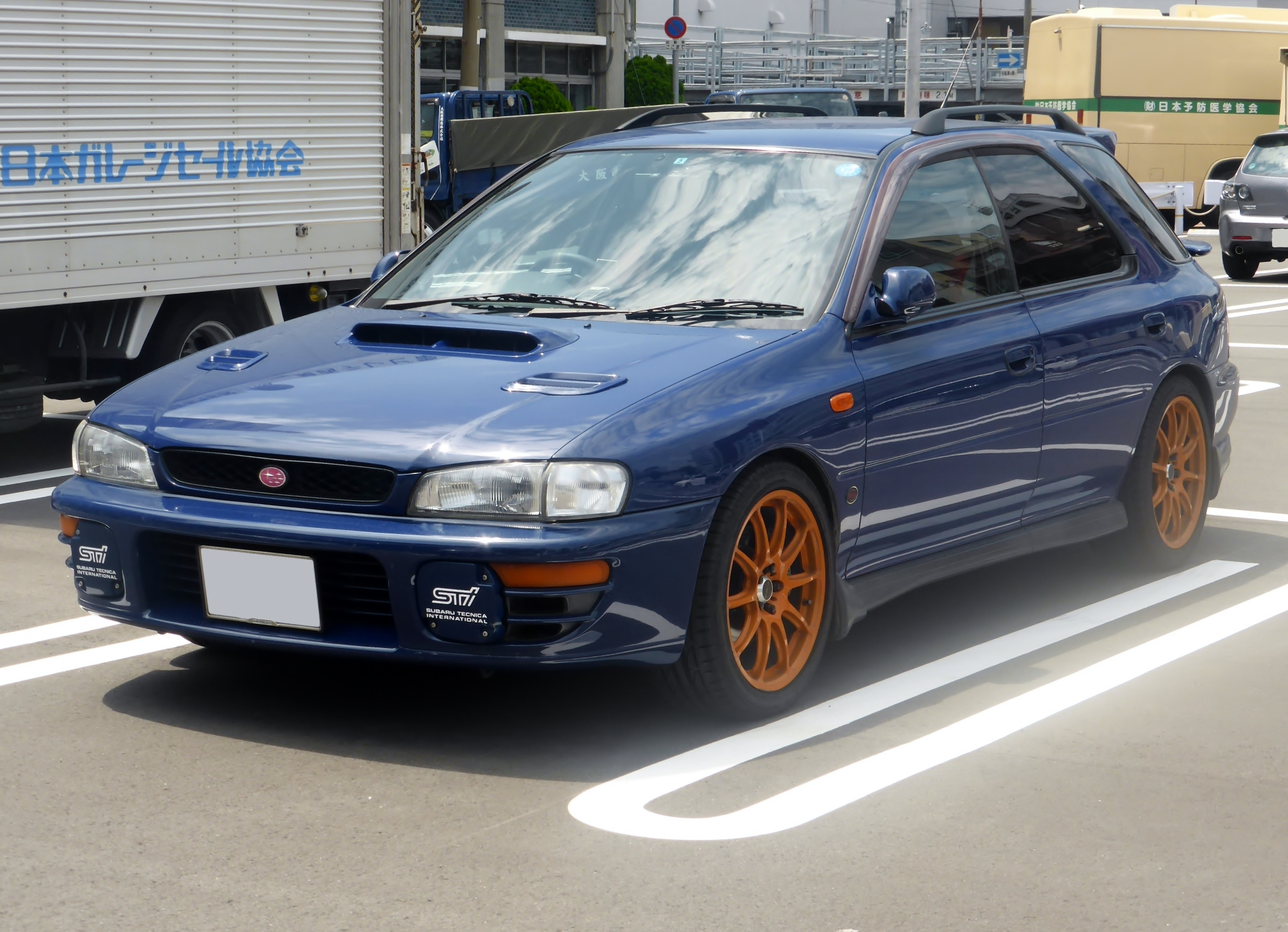
Subaru Impreza WRX STI (GF8)

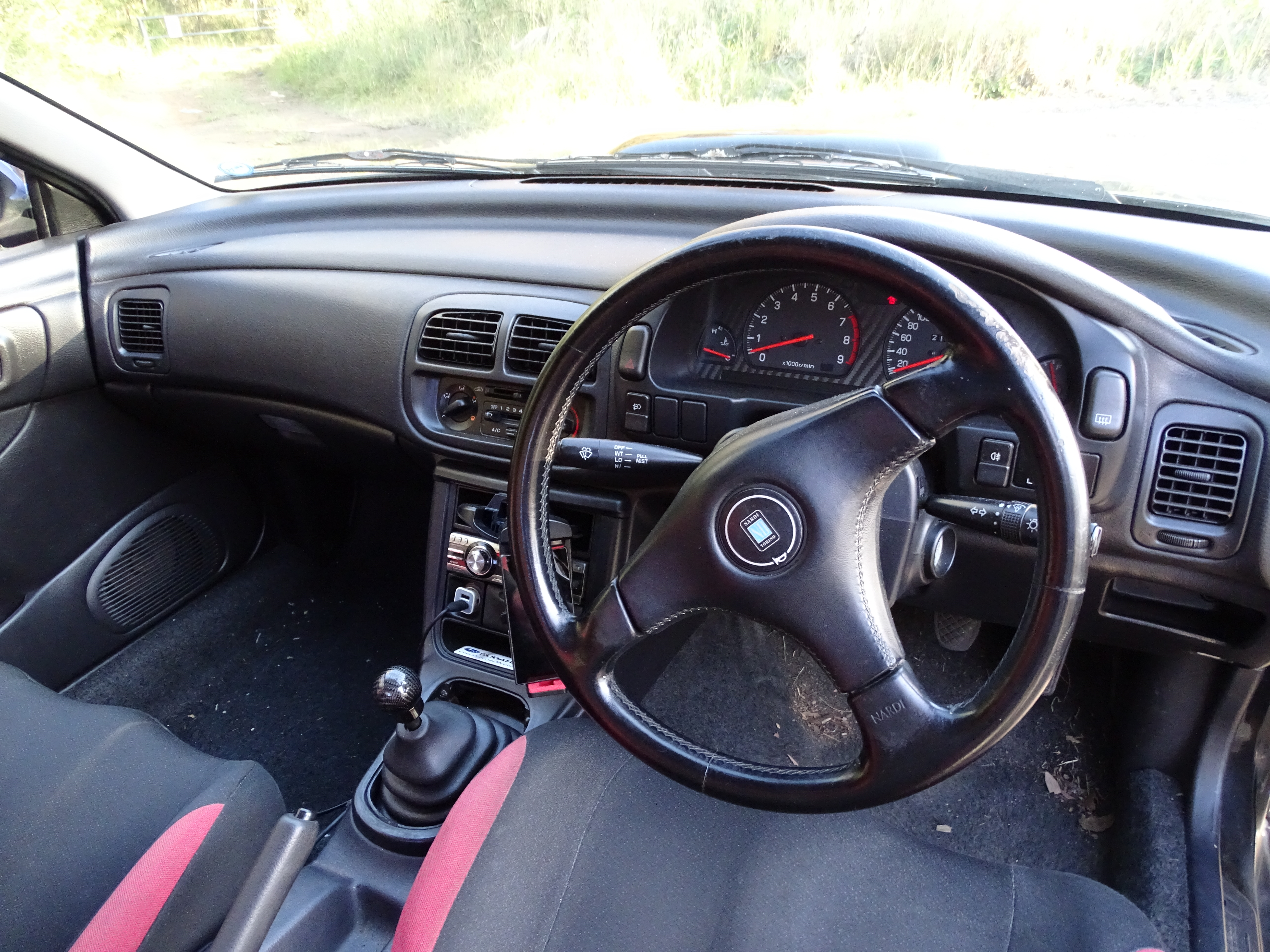

У 1994 році Subaru представила версію Імпрези від Subaru Technica International (STi) на японському (JDM) і європейському (EDM) ринках. Ці моделі стали поліпшенням серії WRX по безлічі пунктів (двигуни, трансмісія, підвіска, ECU). STi версії Impreza стали найуспішнішими Субару як на ралі, так і серед численних вуличних гонщиків і любителів. Перші версії STi були могутніші, ніж прості WRX, і досягали позначки 280 к.с. (206 кВт). Максимальна швидкість була обмежена електронікою на 180 км/год (110 mph), розгін до сотні був 4.9 с. До речі 2006 WRX STI розганяється з 0 до 100 км/год за 5.4 сек. Випускалися особливі серії RA (Race Altered) WRX STi і на японському ринку. Їх призначення — гонки і ралі. Type-RA версії були значно полегшені за рахунок зменшення шумоізоляції, ручних склопідйомників, відсутності кондиціонера, а також оснащувалися надійнішими двигунами, керованим центральним диференціалом і більш короткими передачами.
Було також величезна кількість спеціальних версій Імпреза в Японії і Європі. Їх випуск був приурочений до важливих дат і тріумфальним перемог в WRC. Наприклад, McRae, 555, Catalunya, Terzo, RB5, P1, і 22B. Остання модель — це ідол і еталон для безлічі Субаруводів усього світу, сама безкомпромісна Субару в кузові купе з раллійним Вайд-боді китом.
У 1997 році був зроблений фейсліфт Impreza WRX STi.

### Двигуни
- 2.0 L EJ20 turbo H4
- 2.2 L EJ22G turbo H4

## Subaru Impreza WRX STI 2 (2000-2007)

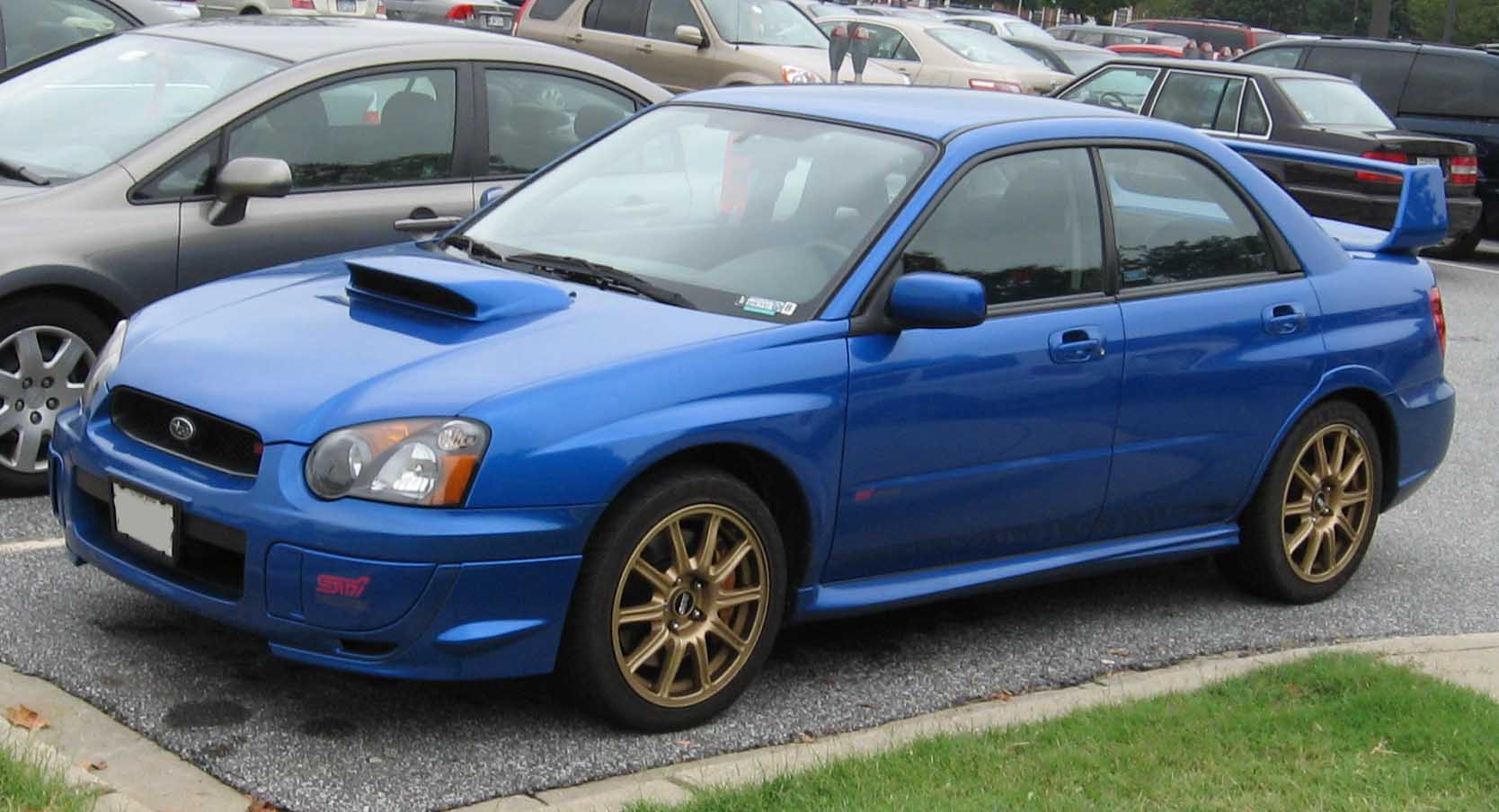
Subaru Impreza WRX STI II (2002-2005)

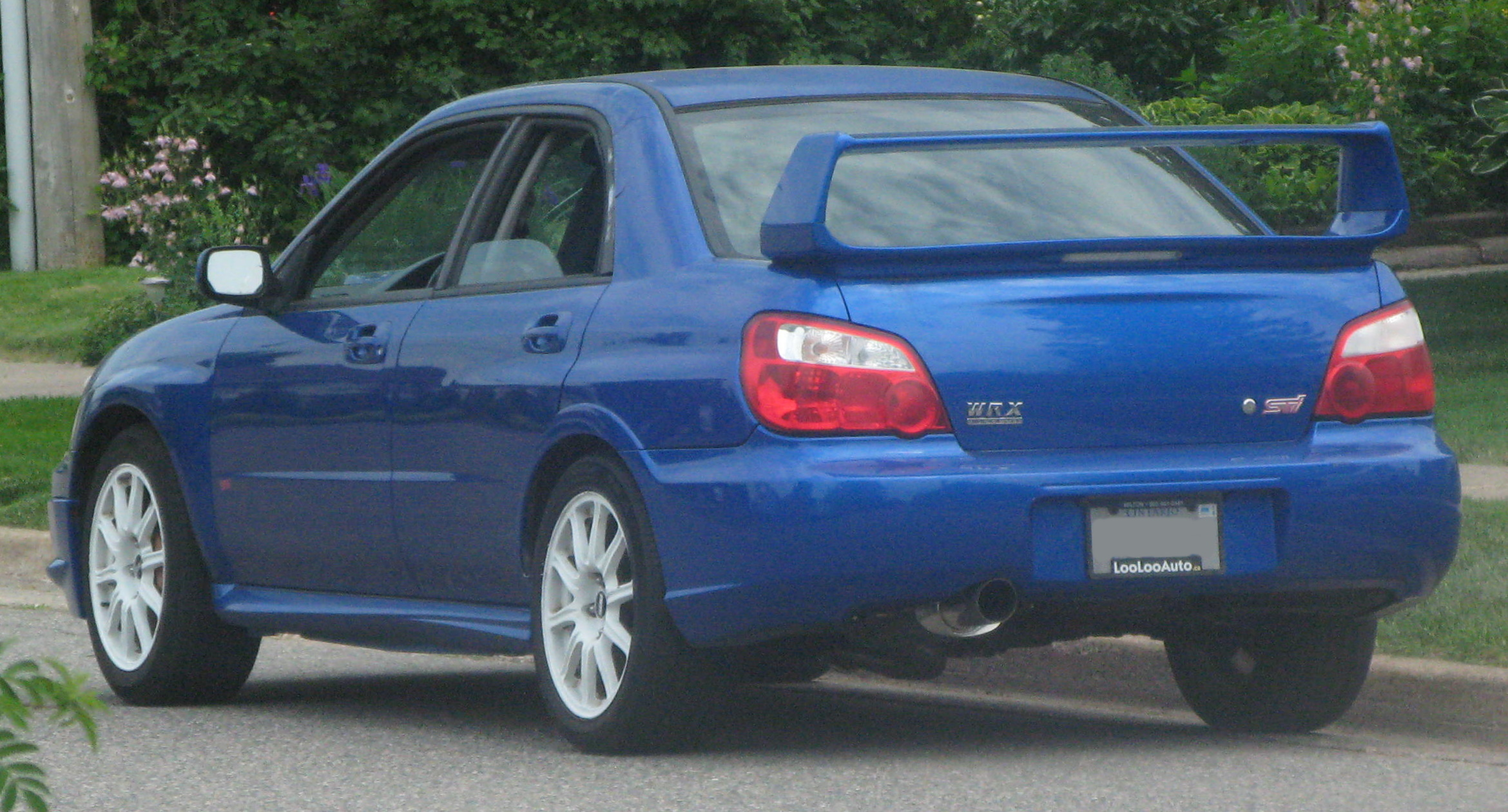
Subaru Impreza WRX STI II (2002-2005)

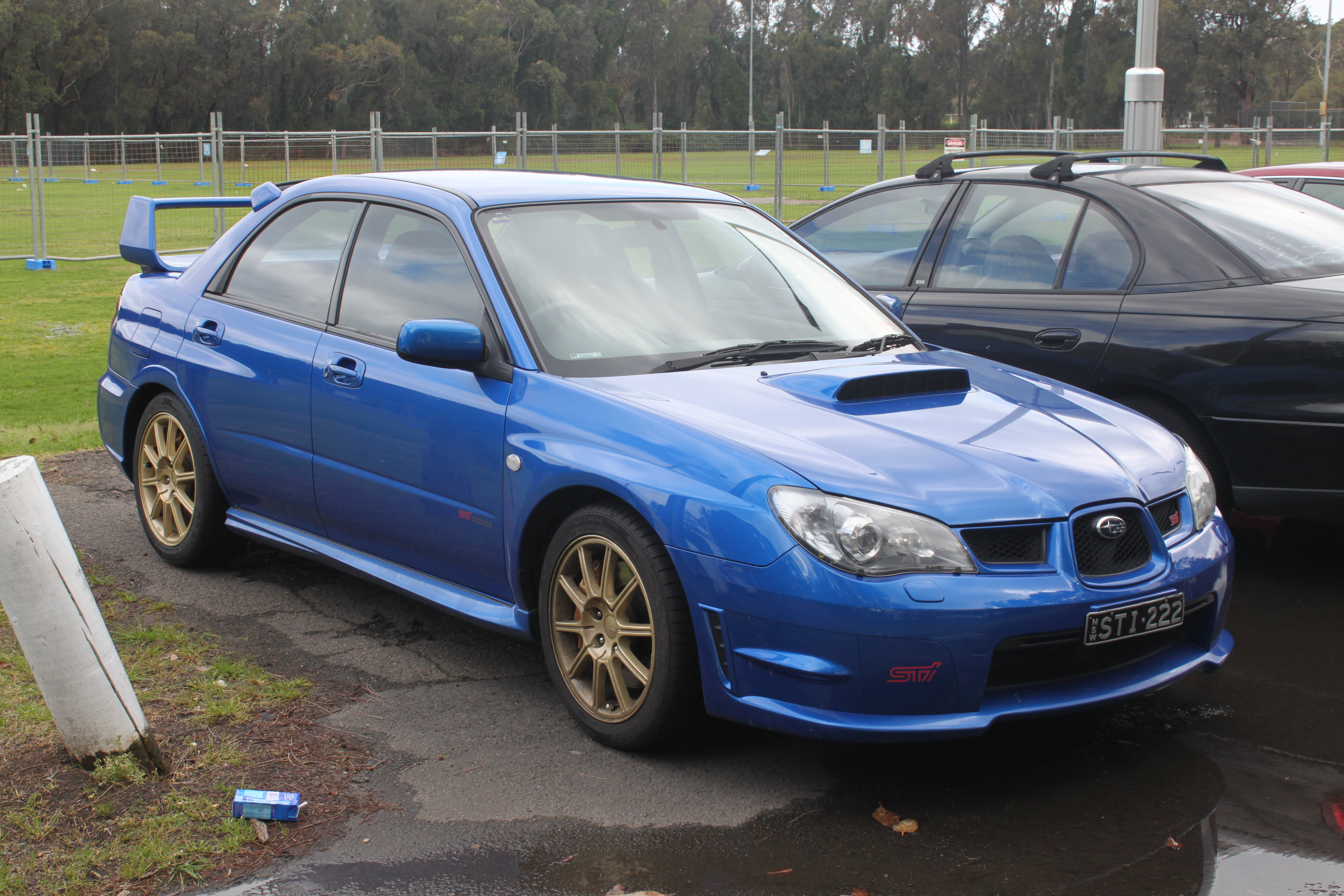
Subaru Impreza WRX STI II (2005-2007)

У 2000 році представлене друге покоління Impreza WRX STI, що мала 280 к.с. Версія імпрези STi для ринку США мала 2.5 літровий турбо-двигун EJ257.
На Японському ринку STi версії імпрез мали двигун 2.0 літровий EJ207 і також оснащувалися 6-ти ступінчастою механічною трансмісією. Однак з 2003 року JDM імпрези отримали назад (опційно) центральний керований диференціал і обзавелися твінскролл турбінами (VF-36 для версії Spec-C і VF-37 для звичайних STi).
На японському ринку невеликою серією були випущені універсали STi, що також мали турбовані двигуни EJ-207 потужністю 280 к.с. і 6-ти ступінчасту механічну трансмісію.

### Двигуни
- 2.0 L EJ207 H4-T (Японія)
- 2.5 L EJ257 H4-T (США)

## Subaru Impreza WRX STI 3 (2007-2014)

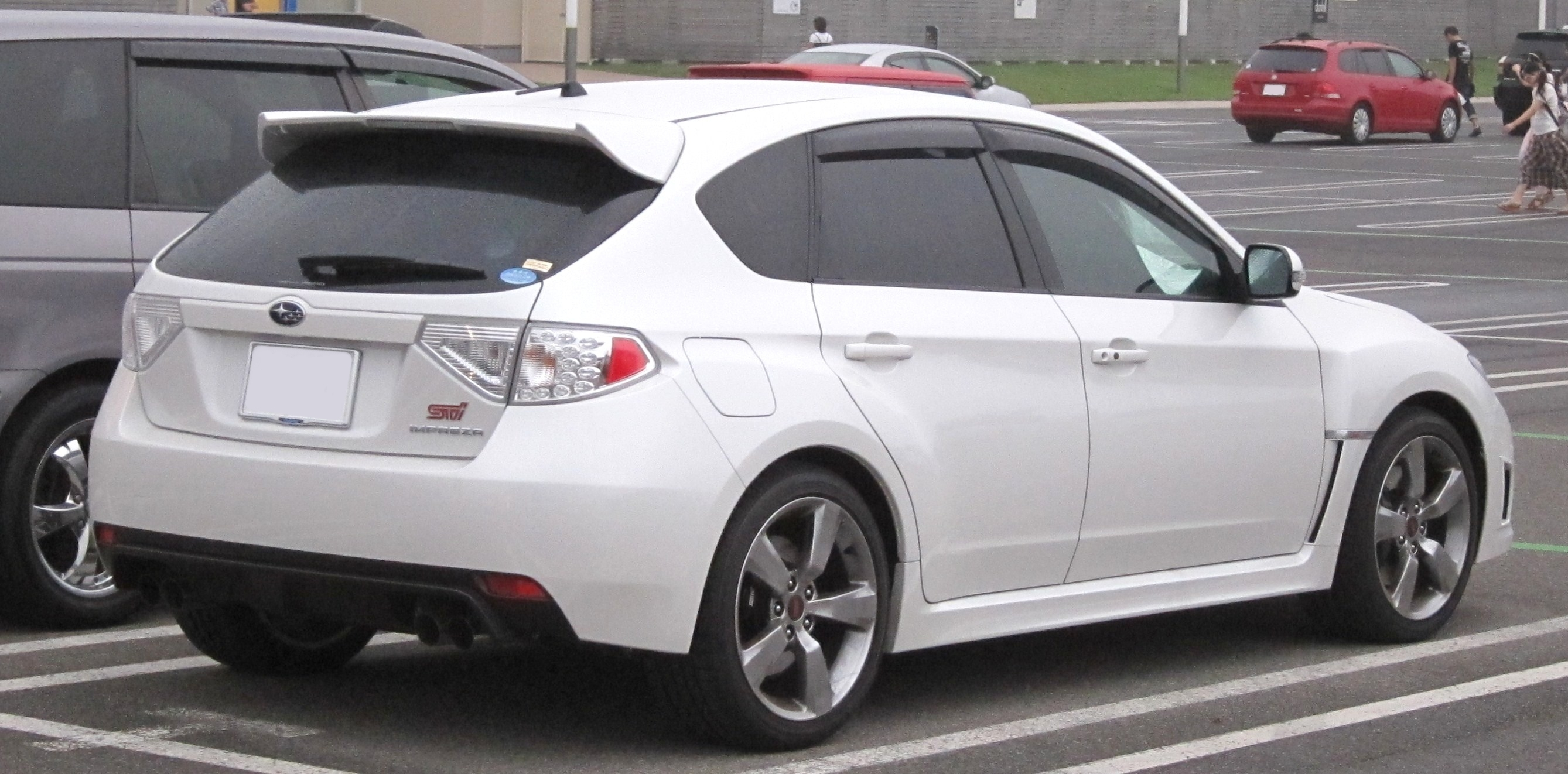
Subaru Impreza WRX STI III

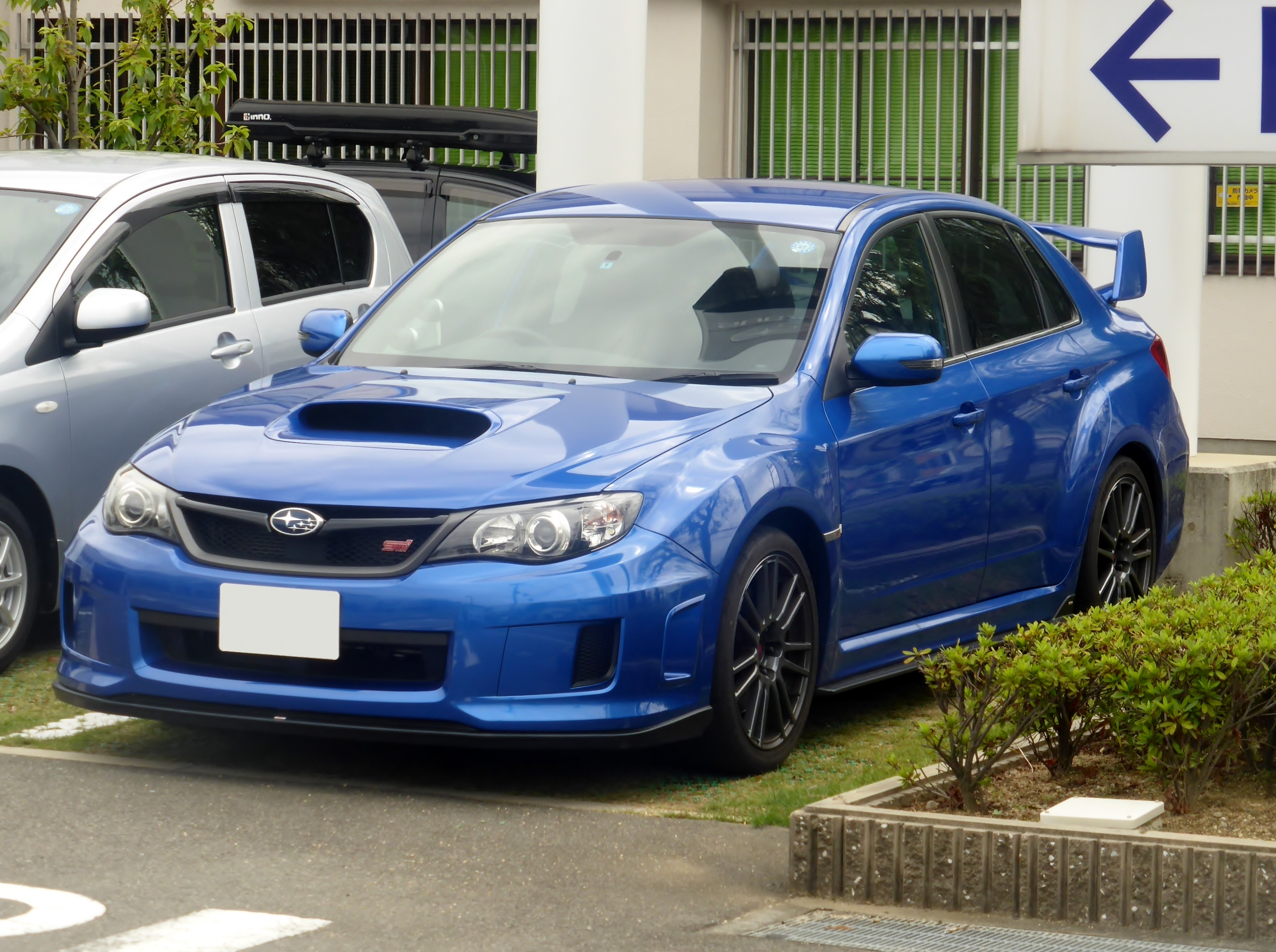
Subaru Impreza WRX STI III

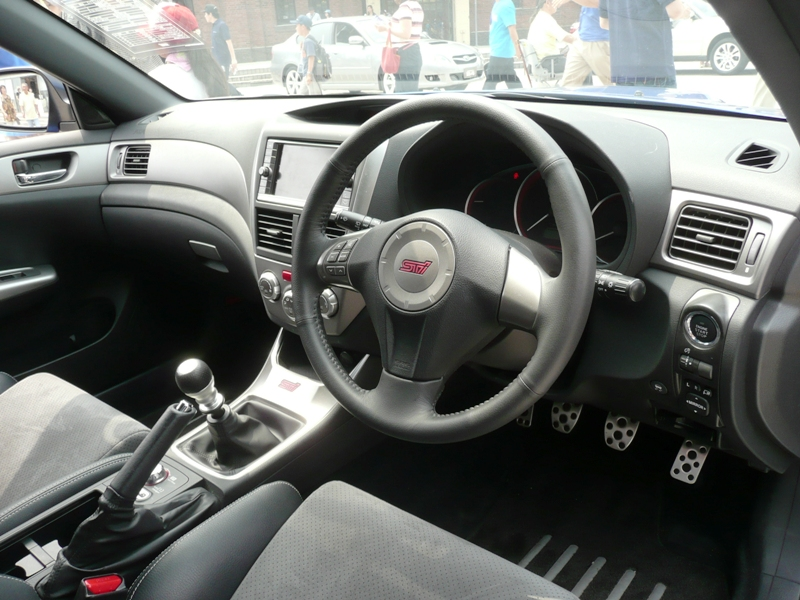

Третє покоління WRX STI, яке спочатку було у вигляді хетчбека дебютувало в жовтні 2007 року на автошоу в Токіо. Реліз в США відбувся лише в березні 2008 року. Кузов хетчбека WRX STI починається з букв GR, на відміну від маркування GH, яка використовується для «звичайних хетчбеків». Японська WRX STI традиційно укомплектована 2.0 літровим поліпшеним EJ-207 з твінскрольною турбіною VF-49, тоді як американська також традиційно укомплектована 2.5 літровим EJ-257 з турбіною VF-48 сінглскролл потужністю 300 к.с. при 6000 об/хв, крутним моментом 407 Нм при 4000 об/хв. Impreza WRX STI обладнана системою SI Drive, що дозволяє вибирати режим водіння, і керованим міжосьовим диференціалом DCCD, що дозволяє перерозподіляти крутний момент між осями.
24 лютого 2009 року компанія FHI повідомила про випуск нової комплектації спортивного автомобіля Subaru Impreza WRX STI, яка отримала назву A-Line. Машини з лейблом WRX STI A-Line проектуються на базі моделей WRX STI, характерною особливістю нової комплектації є поєднання двигуна великої кубатури (2.5 літра, 300 к.с., 35,7 кг-м) зі спортивною автоматичною коробкою передач і системою SI-DRIVE. Екстер'єр і шасі Subaru Impreza WRX STI A-Line повністю аналогічні моделі WRX STI з механічною коробкою передач. Автомобіль укомплектований фірмовою системою повного приводу типу VTD-AWD (повний привід + розподіл крутного моменту по осях). У A-line встановлена 5-ступінчаста автоматична коробка передач з можливістю ручного управління. Перемикання здійснюється або через селектор, або за допомогою підрульових перемикачів.
У 2010 році на Нью Йоркському Автошоу Subaru представила Impreza WRX STI в кузові 4-х дверного седана. Новий STI седан має високий спойлер.

### Двигуни
- 2.0 L EJ207 H4-T (Японія)
- 2.5 L EJ257 H4-T (США)

## Subaru WRX STI (2014-2021)

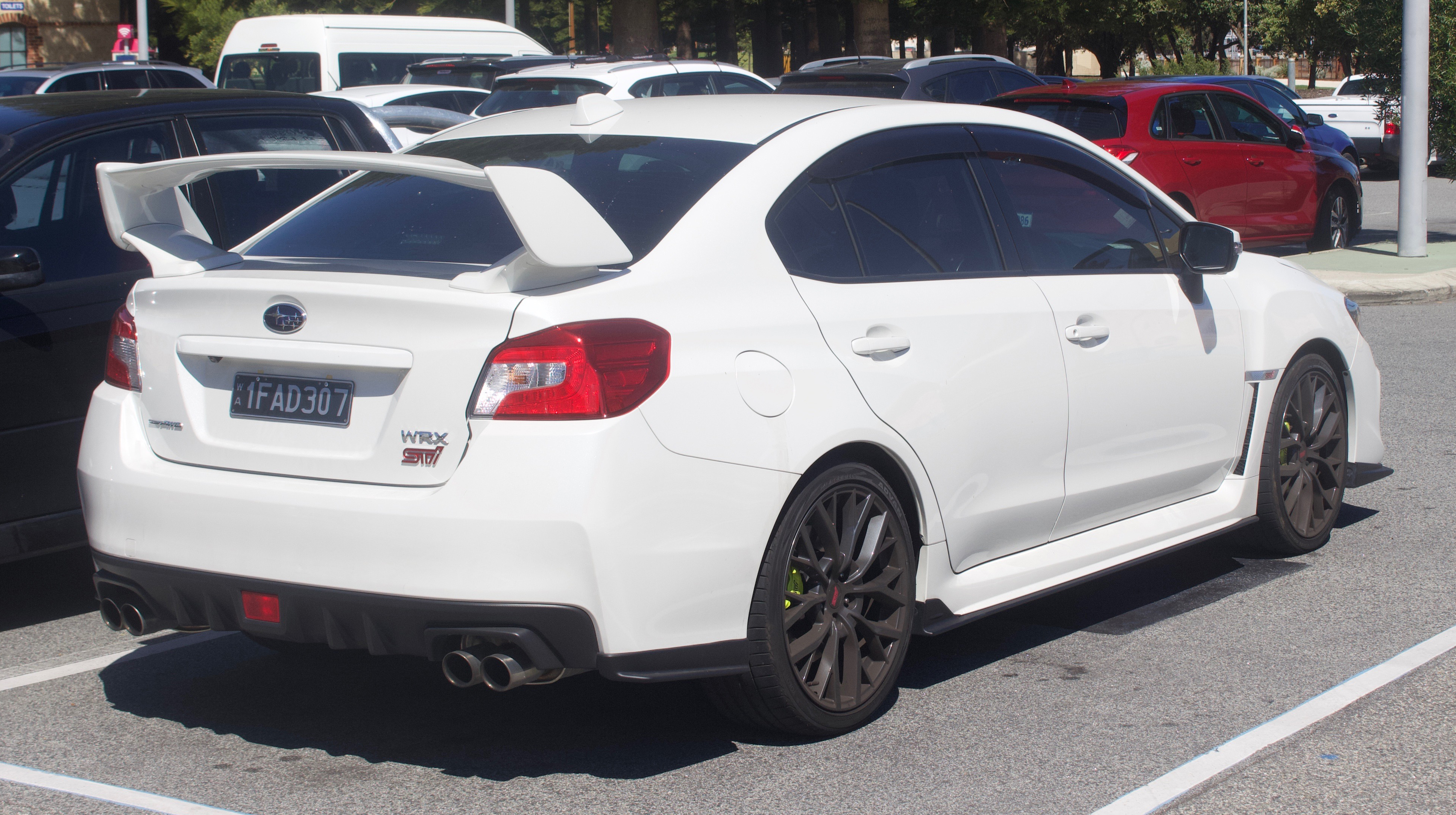
Subaru WRX STI

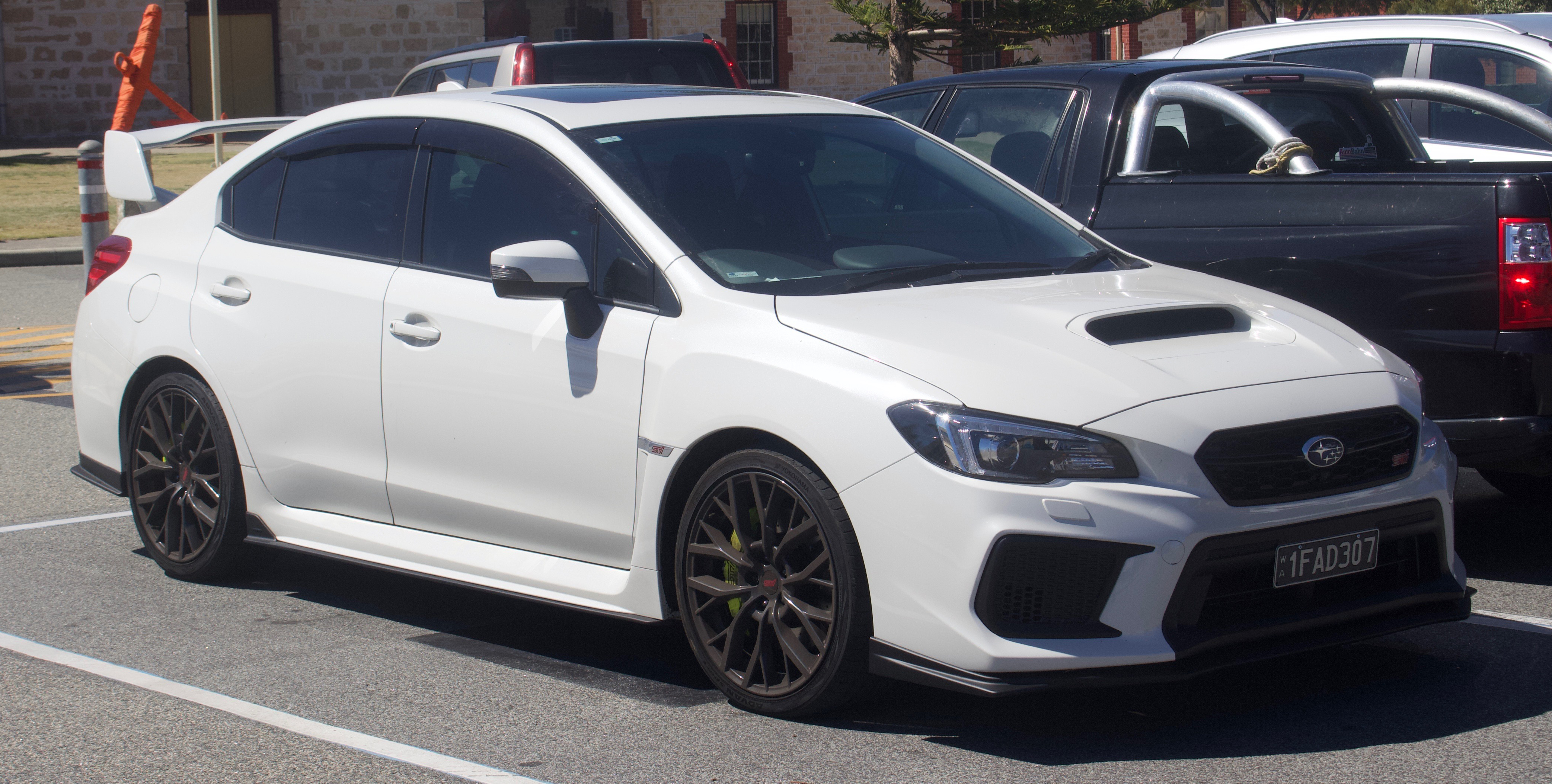
Subaru WRX STI

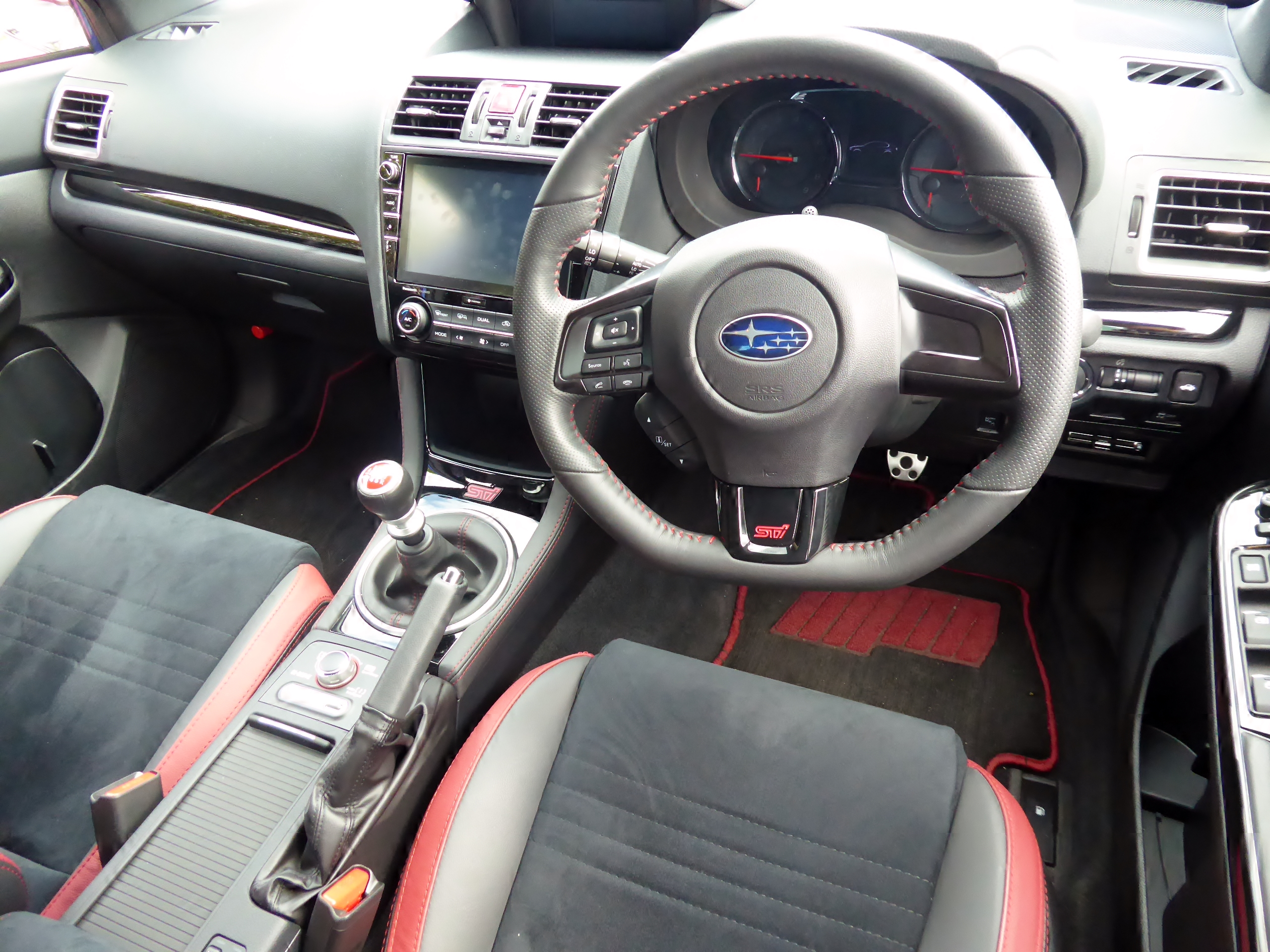

Четверте покоління дебютувало на автосалоні в Детройті в січні 2014 року. Автомобіль отримав назву Subaru WRX STI. Напевно саме це покоління більше всіх відрізняється від усіх попередніх в технічному оснащенні. Перероблений двигун Boxer з об'ємом 2,5 л EJ257 потужністю 305 к.с. при 6000 об/хв, крутним моментом 393 Нм забезпечує дуже швидкий розгін. Автомобіль по трасі споживає 8.4 літра пального. Що стосується коробки передач, то на вибір є 6-МКПП, варіатор і спортивна 6-МКПП із зміненими передавальними числами. Підвіска теж зазнала серйозних змін: була збільшена жорсткість пружин і кузова, за рахунок чого інженери отримали вищу керованість, однак цю підвіску не можна назвати надмірно жорсткою, так як зроблений композитний кузов з різних матеріалів різної міцності. Система активної зміни тяги робить керованість ще більш точною, що дозволяє отримувати від автомобіля максимум можливого. Під час проходження повороту при впливі бічного прискорення система передає потужність двигуна на певні колеса з метою збереження обраної траєкторії. Це означає, що WRX STI швидше і точніше реагує на дії рульовим колесом.

### Двигуни
- 2.0 L EJ207 H4-T (Японія)
- 2.5 L EJ257 H4-T (експорт)

## Subaru Impreza WRX STI у спорті
З 1990 року в історії Subaru стартував особливий період — співпраця з британською компанією Prodrive. Концерн ухвалив рішення брати участь в автоспорті, і Prodrive почала готувати автомобілі Subaru до змагань.
У 1994 році спортсмен Карлос Сайнц (Carlos Sainz) зайняв місце пілота за кермом Impreza, яка після Subaru Legacy стала повноцінним учасником WRC. Він виграв етапи: Акрополіс (Греція), Нова Зеландія і RAC ралі (RAC rally), ставши грізною постаттю серед чемпіонів та учасників команд. В цей рік Subaru стала командою № 2.
Шасі на базі Impreza  виявилося успішнішим на ралі, ніж попередні кузова від Субару, а саме седан Subaru Legacy. Конкуренція в ралі вимагала конструкторам рухатися в бік більш легких і маленьких кузовів. Subaru представила  Impreza, яка, дебютувавши, негайно підійнялася на подіум на ралі 1000 озер в 1993 році. Для створення ще більш конкурентної машини за Subaru Impreza взялися разом з партнером Prodrive.
Відразу ж після першої перемоги в WRC (і для ще молодої команди Субару і для її молодого водія, нині покійного Коліна МакРея) на Subaru Legacy в 1993 році на Ралі Нової Зеландії, Impreza  фінішувала другою. Новий пілот, чемпіон світу в 1990 і 1992 роках, Карлос Саінс приніс Impreza її першу перемогу на Ралі Acropolis в 1994 році.
Impreza тричі принесла команді Subaru кубок конструкторів у WRC (1995 рік, коли Субару виграла п'ять із восьми етапів чемпіонату світу і стала світовим чемпіоном як в особистому чемпіонаті так і в кубку Конструкторів. Це був момент, коли Impreza була першою і єдиною на світовому п'єдесталі; 1996 рік, Субару виграла три з дев'яти етапів чемпіонату і це дозволило виграти кубок Конструкторів вдруге поспіль; 1997 рік, після фантастичного старту, посівши перше місце на етапах у Монте Карло, Швеції і Ралі Сафарі, Субару продовжувала захоплювати перші місця на етапах Тур де Корса, Нової Зеландії, Сан Ремо (Італія), Австралія і RAC ралі і, зробивши це, стала першим японським виробником, який три роки поспіль ставав чемпіоном в Кубку Конструкторів в рамках світового чемпіонату з ралі.)
Пізніше Річард Бернс в 2001, і Петтер Солберг в 2003 піднімалися на п'єдестал разом c Subaru Impreza.
Наступне покоління Імпрези дебютувало на Ралі Мексика в 2007 року. Однак виникли серйозні проблеми з надійністю машини і на кожному етапі механіків переслідували різні технічні неполадки.
Хетчбек останнього покоління Субару дебютував на ралі Acropolis у 2008 році, де Петтер Сольберг зайняв друге місце.
16 грудня 2008 Субару заявила, що закінчує свою кар'єру в ралі в зв'язку з фінансовими труднощами
Проте Subaru Rally Team USA успішно бере участь в Rally America National Championship, і багато команд використовують і донині Subaru Impreza в Ралі (77 Rally team, XADO моторспорт тощо).
Крім ралі, Субару Імпреза останнього покоління бере участь в кільцевих гонках 24h Нюрбургрінг. У 2009 році після 24 годин безперервних виснажливих перегонів, проїхавши 133 кола, Subaru не тільки дісталася до фінішу, а й фінішувала п'яте у своєму класі і тридцять третій у загальному заліку (з більш, ніж 250 учасників) На жаль у своєму класі Субару об'їхали VW, Audi і навіть вічний суперник Lancer EVO X. 12 по 15 травня 2010 року пройшла 38-а гонка 24 години ADAC Цюрих "(« 24 години Нюрнбургрінг ») в якій Subaru Impreza також взяла свою участь

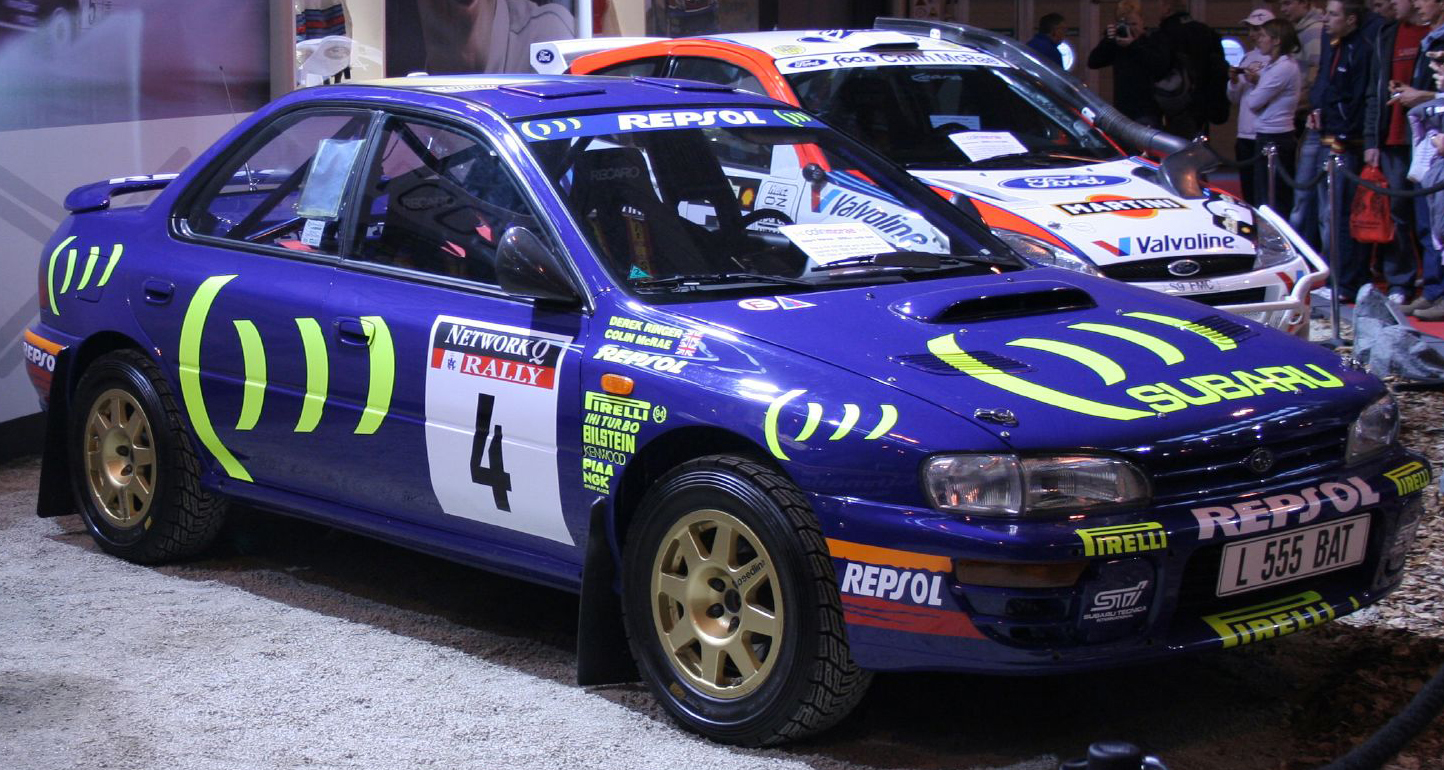
Subaru Impreza WRC 555
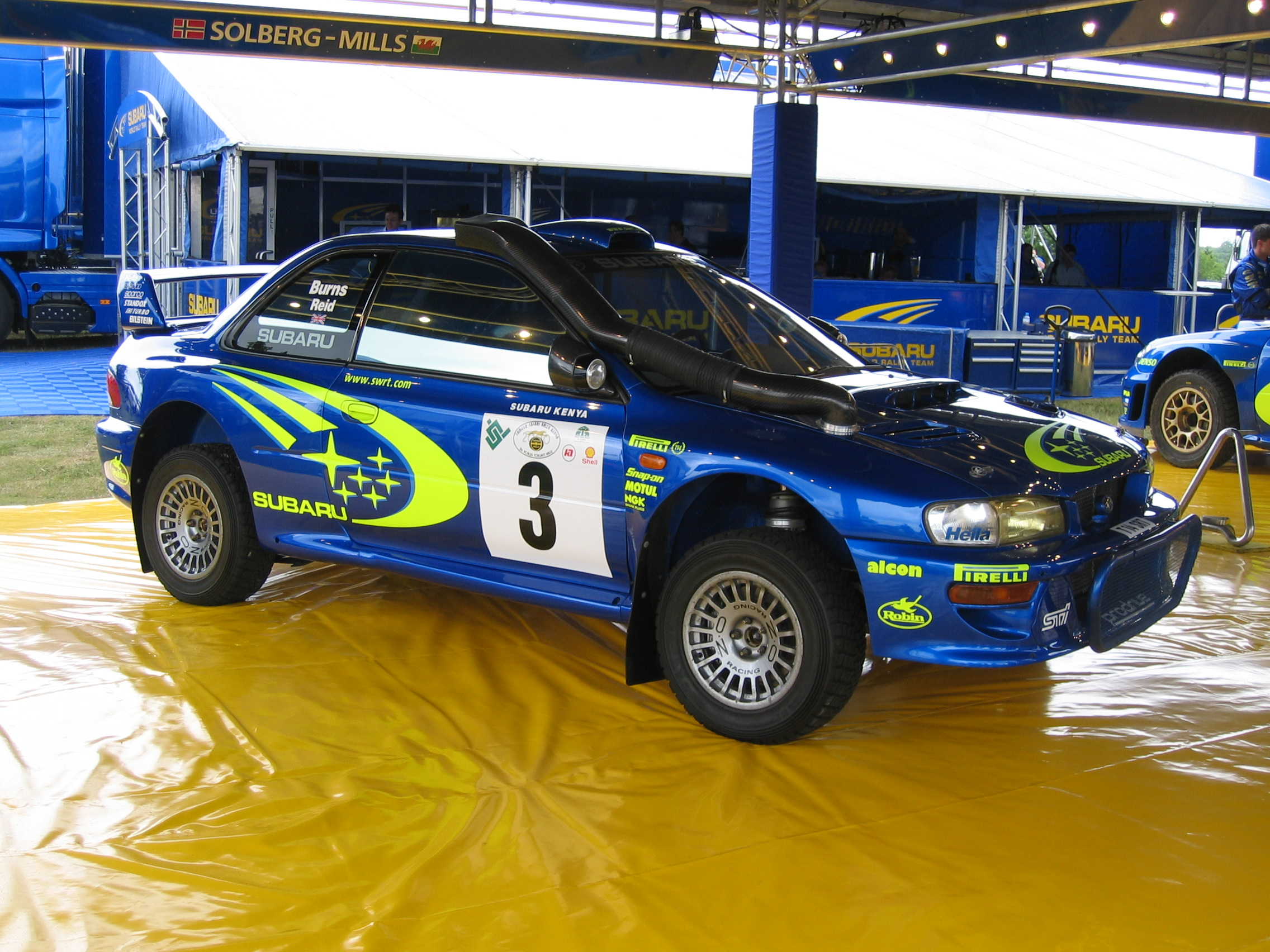
Subaru Impreza WRC
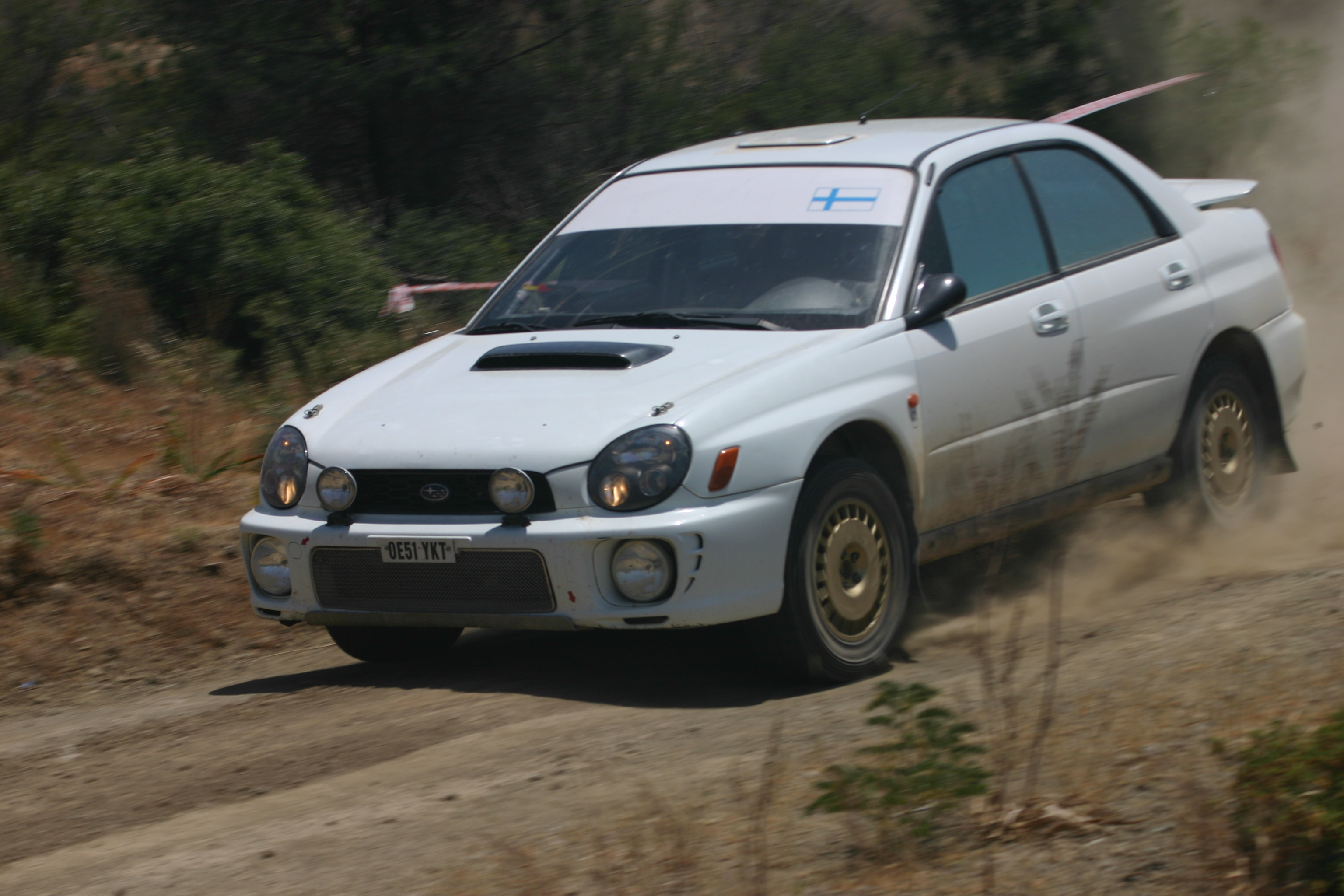
Subaru Impreza WRX 2004
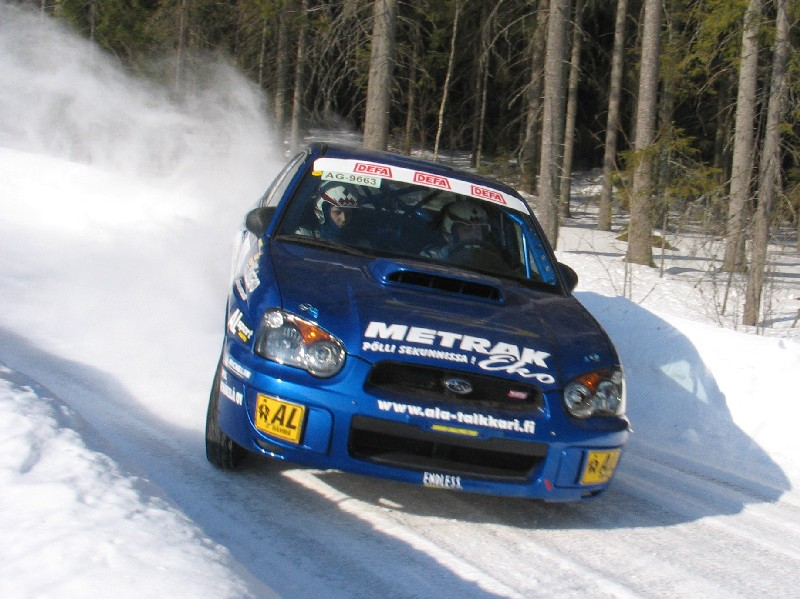
Subaru Impreza WRX 2005
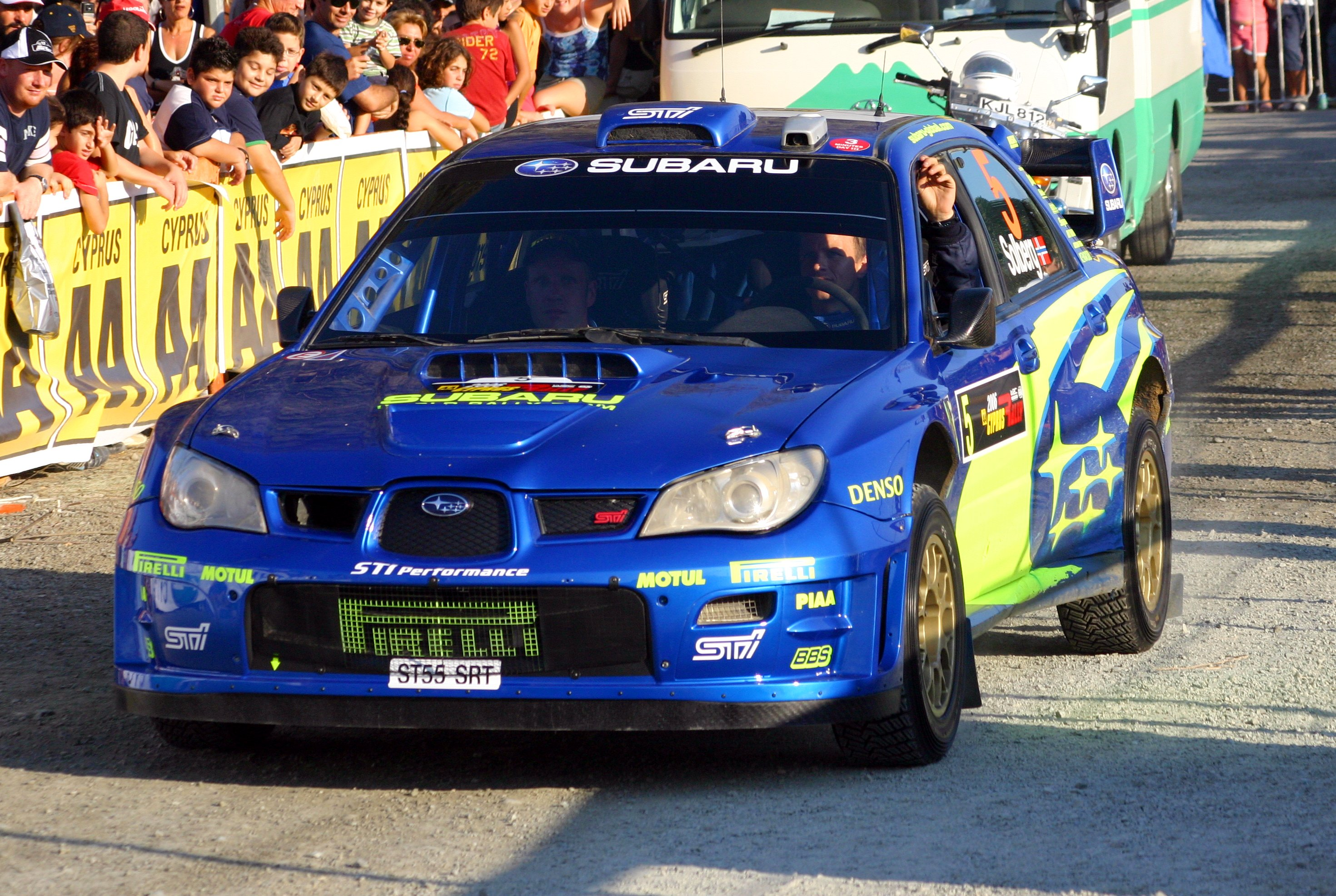
Subaru Impreza WRC 2006
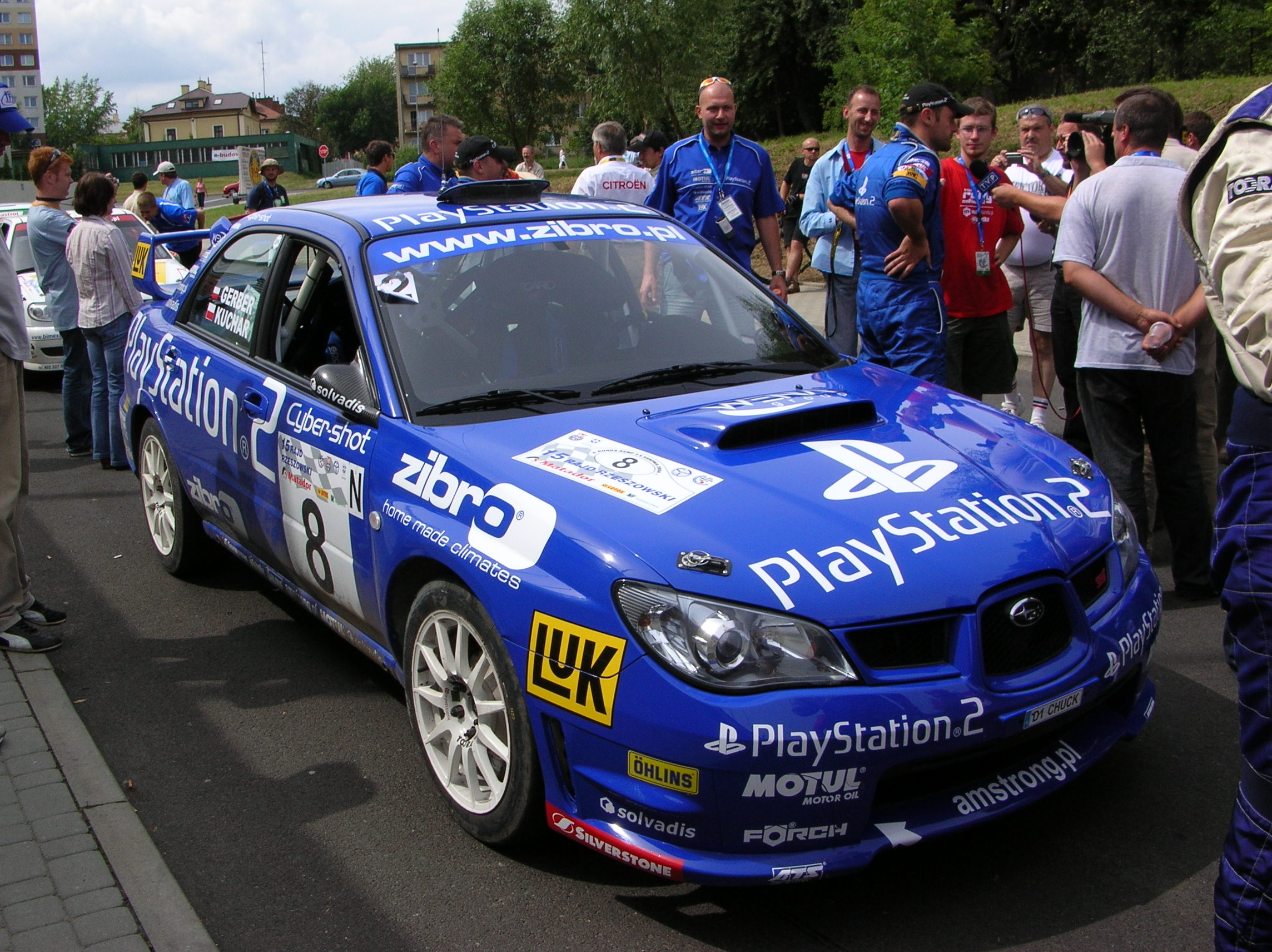
Subaru Impreza WRX 2006
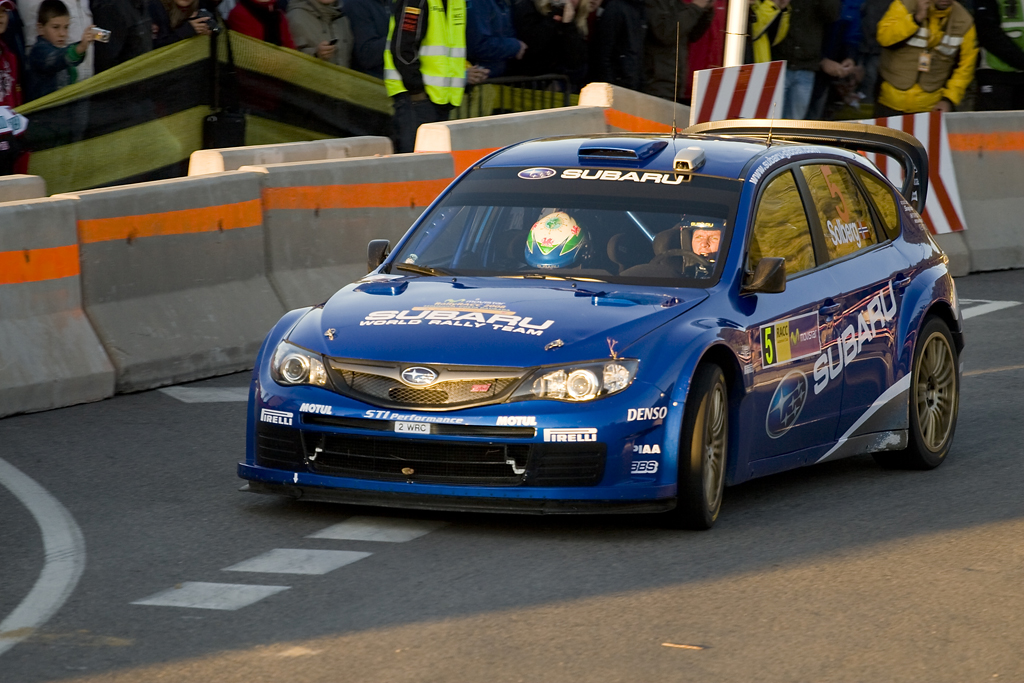
Subaru Impreza WRC 2008
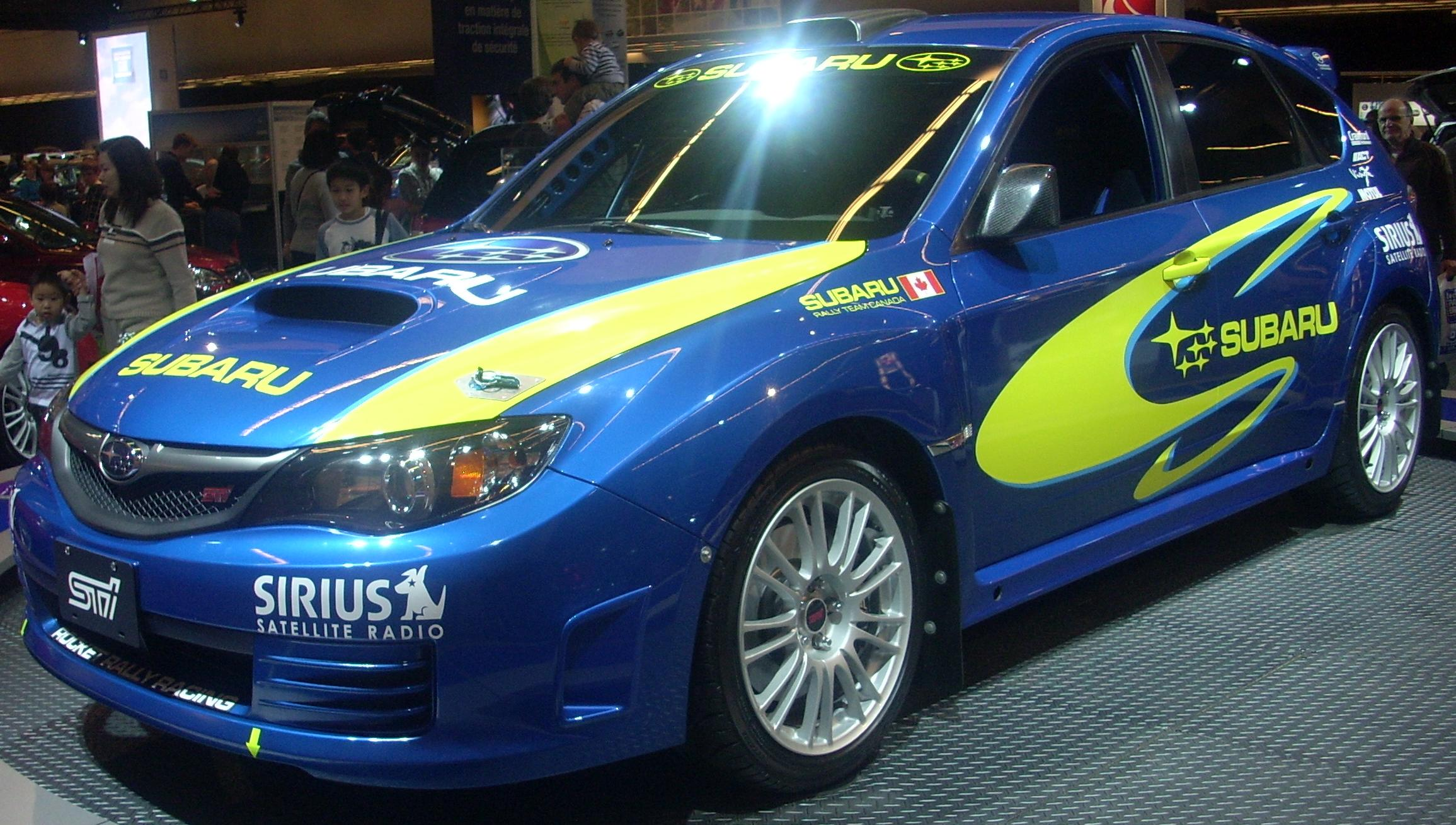
Subaru Impreza WRC 2009